# Албертсон (Њујорк)
Албертсон (енгл. Albertson) насељено је место без административног статуса у америчкој савезној држави Њујорк.

## Демографија
По попису из 2010. године број становника је 5.182, што је 18 (-0,3%) становника мање него 2000. године.
| Група             | 2000.         | 2010.         |
| Белци             | 4.067 (78,2%) | 3.385 (65,3%) |
| Афроамериканци    | 12 (0,2%)     | 15 (0,3%)     |
| Азијати           | 755 (14,5%)   | 1.257 (24,3%) |
| Хиспаноамериканци | 286 (5,5%)    | 377 (7,3%)    |
| Укупно            | 5.200         | 5.182         |